# Central Aircraft Manufacturing Company
Central Aircraft Manufacturing Company (CAMCO, кит.: 中央飛機製造廠) — неіснуюча нині китайська авіабудівна компанія, що була заснована в 1930-х родах американським підприємцем Вільямом Поулі, представником фірми Curtiss-Wright.
Після перенесення виробництва в Лойвінь (провінція Юньнань), також іменувалася «завод в Лойвіні» (кит.: 雷允飛機製造廠).

## Історія
Починаючи з 1933 року, на заводі CAMCO в Ханчжоу при аеродромі Цзяньцяо було зібрано (ймовірно, з комплектів, що поставлялися з США) близько 100 винищувачів-бомбардувальників Hawk II и Hawk III. Ці літаки були розроблені в якості розвідників-бомбардувальників для авіації американських ВМС. У перший рік японо-китайської війни вони були основою Військово-повітряних сил Китайської Республіки.
Коли взимку 1937-38 рр. китайські війська були відтіснені від узбережжя, CAMCO відступила разом з ними. Завод Поулі був відновлений в районі Ханькоу; на ньому ремонтувалися пошкоджені літаки, і, можливо, також збиралися винищувачі більш пізньої моделі, Curtiss H-75 (експортний варіантP-36, що перебував на озброєнні Армії США). Коли в жовтні 1938 року був залишений і Ханькоу, CAMCO перебралася в Хен'ян, де також почала випуск легких бомбардувальників Vultee V-11. У той же час були розпочат роботи на новому заводі, побудованому в глибині країни — в Лойвині, на кордоні Китаю і британської Бірми. Завод приступив до роботи навесні 1939 року, потрібні матеріали постачалися по гірській «Бірманської дорозі» з Рангуна (нині столиця М'янми Янгон). Він фінансувався гоміньдановським урядом з Чунціна. На ньому було зібрано кілька винищувачів Hawk 75 (P-36) і Curtiss-Wright CW-21.
Починаючи з зими 1940—1941 рр. Поулі брав участь в наборі персоналу і постачанні 1-ї американської добровольчої групи (American Volunteer Group, AVG), пізніше відомої як «Літаючі тигри». Пілоти AVG офіційно значилися звільненими з військової служби в США, а в Китаї компанія CAMCO наймала їх в якості «інструкторів» або «металістів». Компанія також організувала в аеропорту Мингалодон за межами Рангуна підприємство для складання 100 винищувачів Curtiss P-40, що були продані Китаю для оснащення AVG. Зі своїх офісів в Рангуні і Нью-Йорку, CAMCO також керувала побутовим обслуговуванням і кадровим обліком AVG до її розформування в липні 1942 року.
На заводі CAMCO в Лойвіні ремонтувалися винищувачі P-40, що належали AVG, а місцевий аеродром нетривалий час використовувався для проведення рейдів групи в Таїланд і Бірму. Після відступу Союзників з Бірми навесні 1942 року, завод CAMCO був залишений, а Поулі переніс діяльність в індійський Бангалор, де працював спільно з індійською фірмою Hindustan Aircraft Ltd. Пізніше на ній проводилося складання навчальних літаків Harlow PC-5A, вже для ВПС Індії.